# RSPH6A
RSPH6A‏ (Radial spoke head 6 homolog A) هوَ بروتين يُشَفر بواسطة جين RSPH6A في الإنسان.